# 가시상추
가시상추는 쌍떡잎식물 초롱꽃목 국화과의 한해살이 또는 두해살이풀이다.

## 생태
유럽 원산의 한해살이 또는 두해살이풀로 길가, 논둑, 밭둑, 개울가, 빈터 등에서 잘 자란다.
높이는 60-130cm이다. 뿌리는 원기둥꼴이고, 줄기에서 나는 잎은 어긋난다. 잎은 상추와 비슷하지만, 훨씬 길쭉하고 날카롭다. 잎 끝은 부챗살처럼 펼쳐지는데 폭이 좁고, 8~10개의 뚜렷한 가시가 잎맥을 따라 나 있다. 꽃은 5~8월에 핀다.